# María Malla Fábregas
María Malla Fábregas. (Alguaire, Segrià, 20 de maig de 1918 – La Chapelle-Saint-Mesmin, Centre, França, 31 de desembre de 1995) fou una escriptora i poetessa, militant anarquista i anarcosindicalista catalana.
Quan tenia un any la seva família s'instal·là a Castellbell i el Vilar, Bages, Catalunya. Va escriure la seva primera poesia als sis anys i durant la seva infantesa va deixar clares les seves aspiracions com a bibliotecària, tot i que els seus pares preferien que aprengués l'ofici de perruquera.
Durant la seva adolescència es va incorporar a la fàbrica del Borràs, on es va afiliar al sindicat de la CNT. A l'esclatar la Guerra Civil espanyola va militar a les recent creades Joventuts Llibertàries de Castellbel i el Vilar exercint de secretària, tresorera i bibliotecària.
Al 1947 va aconseguir passar a França creuant per Puigcerdà, on es va reunir amb el seu company Clemente Pujol. Al morir el dictador Franco va passar cada estiu a Castellbell i el Vilar (Bages), fins que el 1991 va aconseguir crear una biblioteca popular que a partir de l'any 2000 va ser batejada amb el seu nom.
Va ser molt afeccionada a la lectura i una gran apassionada del teatre, com a dramaturga i com a actriu. Com a escriptora, la seva obra -majoritàriament en castellà- va ser de gènere poètic i també narratiu. Els seus poemes i narracions estan impregnats dels problemes socials del moment.

## Obra

### Poesia
- El último romántico (1989)
- Renacen entre páginas (1991, ISBN 8479540028)
- El grito silencioso (1991, ISBN 8479540745)
- Todo corazón (1993)
- El amor del desamor (1995, ISBN 8478391584)

### Prosa
- Los cuadernos de Mara Mas (1990)
- Mirna Keynes y otros relatos (1992)

### Teatre
- El reinado de la paz, (1979)
- Con ojos de luna (1986)